# O Inquilino Sinistro
O Inquilino Sinistro (em inglês:  The Lodger: A Story of the London Fog) é um filme mudo britânico de 1927, dos gêneros terror, policial e suspense, dirigido por Alfred Hitchcock, com roteiro de Eliot Stannard baseado no romance The Lodger, de Marie Belloc Lowndes.

## Sinopse
Um serial killer inicia uma série de assassinatos em Londres, tendo como elemento comum o fato de sua vítimas serem todas mulheres loiras. Um novo hóspede, Jonathan Drew, chega ao hotel do casal Bounting, em Bloomsbury, e aluga um quarto. O homem tem estranhos hábitos, como o de sair em noites nevoentas. Ele também guarda a foto de uma moça loira em seu quarto. Daisy, a filha dos Bouting, também é loira, é modelo e está noiva de Joe Chandler, um detetive. Incomodado com a presença de Jonathan, Joe o prende, acusando-o de ser o terrível assassino.

## Elenco
- Ivor Novello .... Jonathan Drew
- Marie Ault .... Sra. Bounting
- Arthur Chesney .... Sr. Bounting
- June .... Daisy
- Malcolm Keen .... Joe Chandler